# Mahaf
Mahaf ist der altägyptische Name einer Himmelsgottheit. Gemäß dem altägyptischen Totenbuch bringt der himmlische Fährmann Mahaf die Seelen der Toten auf einem Boot aus Papyrus durch windige Gewässer in die Duat. 
Das Totenschiff steht unter der Obhut des Gottes Cherti, der die meiste Zeit damit verbringt, am Ruder zu schlafen. Mahaf ist auch der Herold des Königs, wenn er vor den Sonnengott Re tritt.